# Xã Kragero, Quận Chippewa, Minnesota
Xã Kragero (tiếng Anh: Kragero Township) là một xã thuộc quận Chippewa, tiểu bang Minnesota, Hoa Kỳ. Năm 2010, dân số của xã này là 125 người.